# Fernmeldetechnisches Zentralamt
Koordinaten: 49° 52′ 7,8″ N, 8° 37′ 36,7″ O

Flagge am Dienstkraftwagen der Präsidenten der OPDn, des PTZ und des Fernmeldetechnischen Zentralamtes
15 × 25 cm,

Das Fernmeldetechnische Zentralamt (FTZ) war eine zentrale Mittelbehörde der Bundespostverwaltung mit Sitz in Darmstadt und wurde am 14. März 1949 gegründet. Das ursprünglich dem Bundesministerium für das Post- und Fernmeldewesen nachgeordnete FTZ wurde im Rahmen der Postreform am 1. Juli 1989 der Deutschen Bundespost – Generaldirektion Telekom unterstellt. Zum 1. Oktober 1992 erfolgte die Umbenennung in Forschungs- und Technologiezentrum (ebenfalls FTZ abgekürzt), einen Monat später am 1. November 1992 die Vereinigung mit dem Zentrum für Telekommunikation der ehemaligen Deutschen Post der DDR in Berlin. Mit der Privatisierung des Postwesens wurde das FTZ am 1. Januar 1995 Teil der Deutschen Telekom AG.
Einige Teilaufgaben wurden bereits 1991 an das Zentralamt für Zulassungen im Fernmeldewesen (ZZF) in Saarbrücken ausgelagert, das am 10. März 1992 in Bundesamt für Zulassungen in der Telekommunikation (BZT) umbenannt wurde. Diese Teilaufgaben werden seit 1998 bei der Bundesnetzagentur wahrgenommen.
Das FTZ war unter anderem für die Zulassung aller Telekommunikationsgeräte in der Bundesrepublik zuständig. Oberstes Ziel war es, Netzstörungen durch nicht-konforme Geräte zu verhindern. Fernmeldegeräte durften nur nach eingehender technischer Prüfung durch das Amt am Fernmeldenetz der Deutschen Bundespost betrieben werden. Es wurden Geräte mit Funkfunktion wie Funkgeräte aber, auch reine Empfänger wie z. B. Funkuhren überprüft. Hierbei wurden sowohl die Funktion als auch Betriebssicherheit eingehend getestet. Nach bestandener Prüfung wurde das Gerät für den Betrieb zugelassen und die so genannte FTZ-Nummer vergeben. Beispiel für eine solche Nummer ist  „DBP 288 GH“, die auf Junghans Mega Funkuhren eingraviert war. Die relativ hohen Kosten für die Prüfung hatten die Gerätehersteller zu tragen.
Ab 1. Juli 1989 verstand sich das FTZ als Technologiezentrum für die Telekommunikationsdienste und -netze der Deutschen Bundespost.
Die Funktion des FTZ wird heute in komplett anderer Form umgesetzt, nämlich durch den offenen Innovationsansatz (Open Innovation) der T-Labs, mit Standorten in Berlin, Bonn, Darmstadt, im Silicon Valley und in Israel. Einige der Fachbereiche des FTZ sind dort aufgegangen und noch heute aktiv, um die Zukunftsfähigkeit des Netzes der Deutschen Telekom sicherzustellen.

## Vorläufer
Als Vorläufer des FTZ gelten das Telegrafentechnische Reichsamt (TRA), das Reichspostzentralamt (RPZ), die Forschungsanstalt der Deutschen Reichspost (RPF) und das Post- und Fernmeldetechnische Zentralamt (PFZ). Das RPZ und die RPF stellten ihre Arbeiten bei Kriegsende 1945 ein. In ihrer Nachfolge wurde 1947 beim Zusammenschluss der britischen und der amerikanischen Besatzungszonen zur Bizone das PFZ in Frankfurt am Main gegründet. Seine Aufgaben wurden am 14. März 1949 mit der Gründungsverfügung der Hauptverwaltung für das Post- und Fernmeldewesen des Vereinigten Wirtschaftsgebietes auf das FTZ und das Posttechnische Zentralamt (PTZ) spartenweise aufgeteilt. Das FTZ hatte seitdem seinen Sitz im Darmstädter Stadtteil West im heutigen Europaviertel, das PTZ in der Darmstädter Innenstadt.

## Aufgaben

### Stellung
Im Verwaltungsaufbau der Deutschen Bundespost, die nach Artikel 87 Absatz 1 des Grundgesetzes in bundeseigener Verwaltung mit eigenem Verwaltungsbau geführt wurde, unterstand das FTZ unmittelbar dem Bundesministerium für das Post- und Fernmeldewesen (BPM). Es war eine mittlere Bundesbehörde und den Oberpostdirektionen gleichgestellt, unterschied sich von diesen aber generell dadurch, dass sich der räumliche Zuständigkeitsbereich auf das gesamte Bundesgebiet erstreckte. Anfang der 1970er Jahre wurde überlegt, ob man dem FTZ aufgrund seiner zentralen Aufgaben und Zuständigkeiten den Rang einer Bundesoberbehörde zukommen lassen könnte.

### Zuständigkeiten

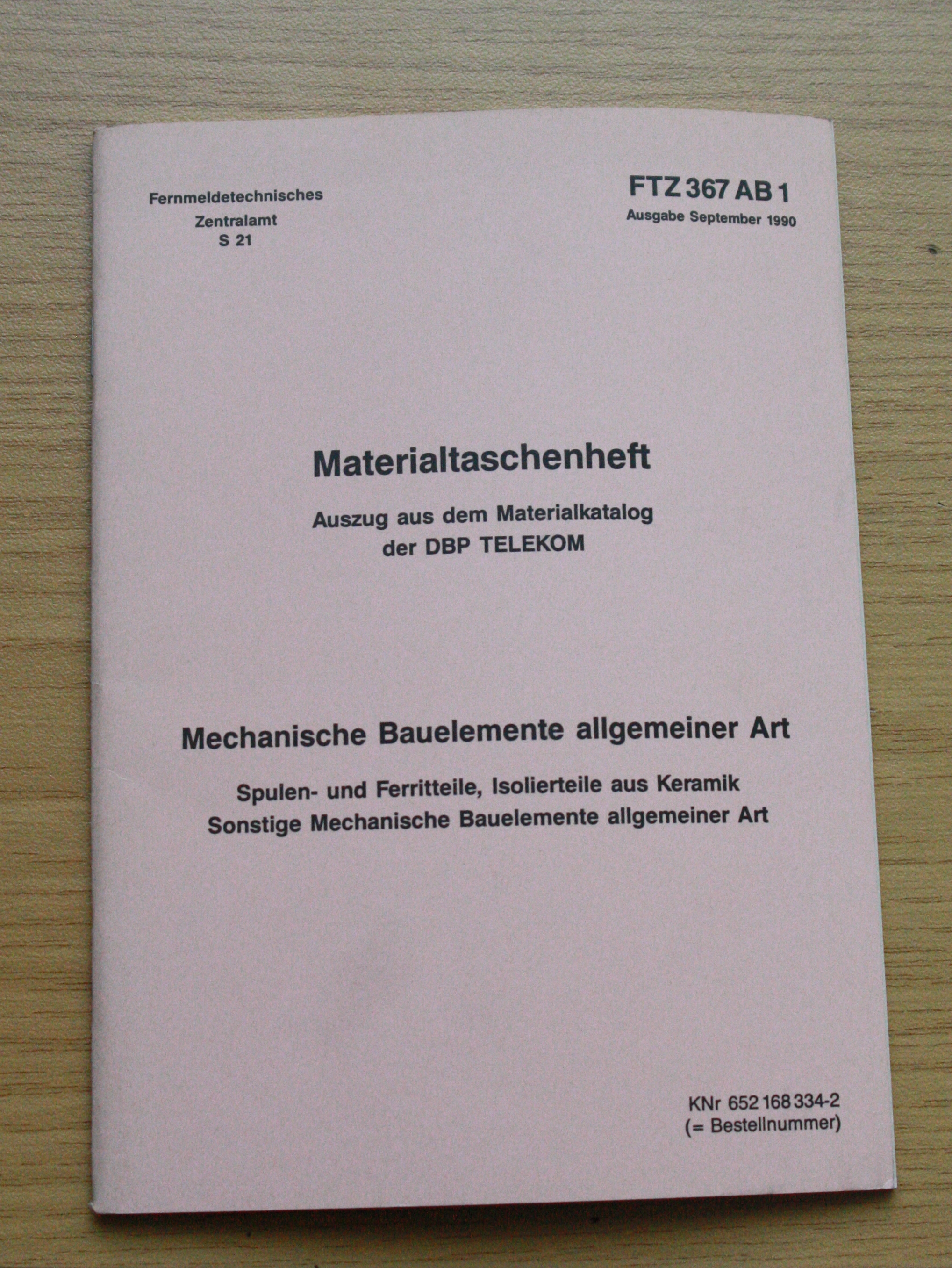
Material-Taschenheft der FTZ aus dem Bestand der Kurzwellensendeanlage Wertachtal

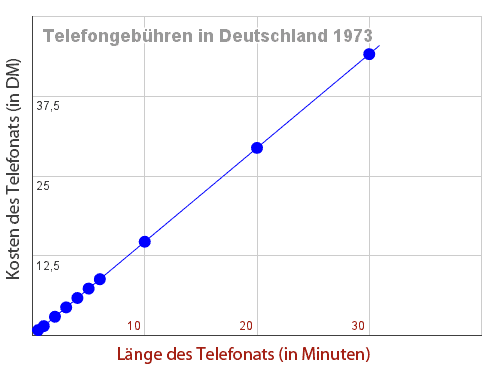
Das Fernmeldetechnische Zentralamt legte auch die Gebühren im Selbstwählferndienst fest. Hier abgebildet die Kosten eines Gesprächs über mehr als 300 km Distanz nach Zeit. Beispiel: Ein Ferngespräch von 10 Minuten Länge kostete demnach in der normalen Tagesarbeitszeit 14,70 DM. Der Anstieg ist linear, d. h., wer doppelt so lang telefonierte, sparte nichts. Stand: 1. Juli 1972

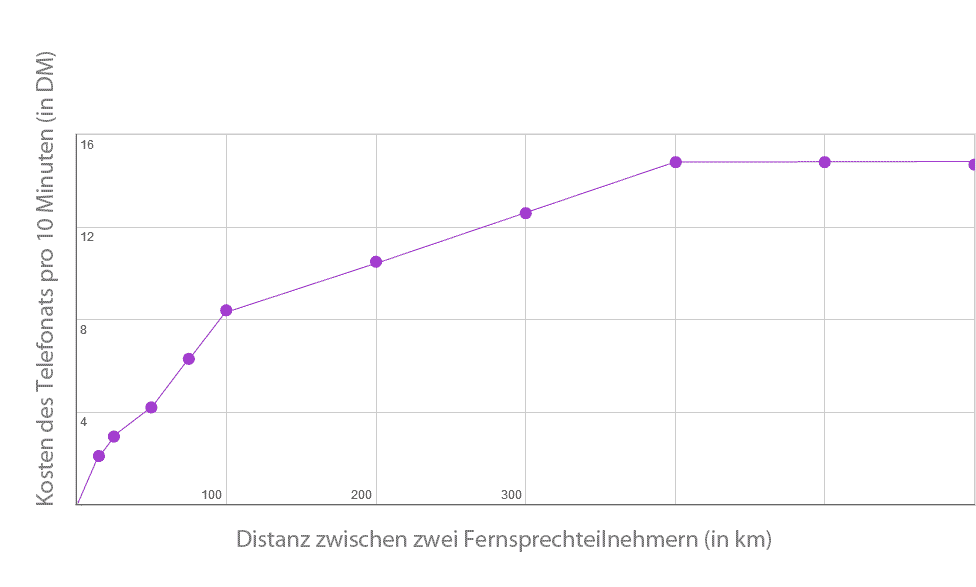
Die Gebühren gestaffelt nach Distanz der Gesprächspartner. Beispiel: Ein Ferngespräch von 10 Minuten Länge kostete bei einer Distanz von 50 km 4,20 DM. Über 300 km Distanz blieben die Gebühren konstant. Stand: 1. Juli 1972

Das FTZ hatte nach der Zuständigkeitsordnung für das Fernsprech-, Telegrafen- und Funkwesen im Allgemeinen innerhalb der vom Postministerium erlassenen Vorschriften alle außerhalb des eigentlichen Geschäftskreises des Ministeriums liegenden Aufgaben der allgemeinen Verwaltung, des Betriebs, der Entwicklung, Planung und Bauführung sowie der Technik zu behandeln, die einheitlich für das ganze Bundesgebiet geregelt wurden.
Es hatte sie durch eigene Forschung, Untersuchungen und praktische Tätigkeit zu fördern, das Beschaffungswesen zusammenzufassen und die Oberpostdirektionen zu beraten. Das Bundespostministerium traf im Rahmen seiner Leitungsaufgaben u. a. grundsätzliche Entscheidungen über die betriebliche und technische Weiterentwicklung sowie über die Benutzungsbedingungen und Gebühren im Fernmeldewesen. Das FTZ beobachtete hierzu den technischen und technologischen Fortschritt, stellte der Industrie Entwicklungsaufgaben und schlug dem Bundespostministerium, soweit ihm nicht selbst die Entscheidungsfreiheit zustand, die jeweils optimale Lösung zur allgemeinen Einführung vor.
Seine Vor- und Zuarbeit für das Ministerium umfasste die Behandlung und die Förderung von Betrieb, Technik und Verwaltung im weitesten Sinn. Es hatte dabei die Entwicklungen im In- und Ausland zu beobachten, Erfahrungen und Erkenntnisse zu sammeln und auszuwerten, Anregungen aufzugreifen, Ermittlungen anzustellen, Erprobungen und Prüfungen durchzuführen. Die Lösungen oder Lösungsvorschläge schlossen allgemein eine Vielzahl wissenschaftlicher Einzeluntersuchungen und vorbereitender technischer, betrieblicher, verkehrsmäßiger, verwaltungsmäßiger und vor allem wirtschaftlicher Überlegungen ein.
Das FTZ sorgte für Modernisierung, Typisierung und Normung der Bauformen, erarbeitete einheitliche Planungsrichtlinien für alle fernmeldetechnischen Investitionsbereiche und beschaffte in großem Umfang Fernmeldeeinrichtungen und -geräte. Diese Aufgaben hatten sowohl eine große betriebswirtschaftliche als auch volkswirtschaftliche Bedeutung. Das FTZ befasste sich nicht mit der Entwicklung und Herstellung industriereifer Produkte.
Die Deutsche Bundespost überließ die Entwicklung der Fernmeldegeräte vom Prototyp bis zur Fertigungsreife ausschließlich der Industrie. Im FTZ wurden lediglich zur Durchführung von Forschungsaufgaben oder für Zwecke der Entwicklungssteuerung vereinzelt Labormuster hergestellt. Für die von der Fernmeldeindustrie zu liefernden Fernmeldegegenstände erarbeitete das FTZ die Pflichtenhefte und Lieferbedingungen. Es schaffte weiter die Grundlagen für die Durchführung der Güteprüfung dieser Gegenstände, steuerte fachlich die Güteprüfstellen in den OPD-Bezirken, beriet sie und prüfte in der Zentralen Güteprüfstelle in besonderen Fällen die vertragsgemäße Ausführung von Gegenständen nach.
Wichtige zentrale Aufgaben erfüllte das FTZ mit der Strukturplanung für die Fernmeldenetze, der überbezirklichen Koordinierung des Netzausbaus und der Entwicklung von Verfahren und Richtlinien zur optimalen Beschaltung der Fernmeldeeinrichtungen.
Die Verkehrstheorie bietet in Verbindung mit der elektronischen Datenverarbeitung große Möglichkeiten zur Verbesserung der Netzstruktur und Rationalisierung des Netzausbaus.
Das FTZ besaß mehrere moderne hochleistungsfähige elektronische Datenverarbeitungsanlagen, die für Aufgaben der Betriebslenkung im Fernmeldewesen und der Optimierung der Fernmeldenetze sowie für wissenschaftliche Aufgaben eingesetzt wurden. An konkreten Einzelbauvorhaben der Vermittlungs-, Übertragungs-, Funk- und Linientechnik war das FTZ beteiligt, wenn diese überbezirkliche Bedeutung hatten oder technische Besonderheiten (Einzellösungen, neue Techniken) aufwiesen.
Es war vor allem Sache des FTZ, die technische Entwicklung in diesen Bereichen zu steuern, technisch-betriebliche Normen zu setzen und die Oberpostdirektionen durch Herausgabe von Vorschriften und Richtlinien allgemein in den Stand zu versetzen, ihre bezirklichen Führungsaufgaben im Bereich von Planung, Bau und Betrieb selbständig zu erfüllen.
Eine Hauptaufgabe des FTZ war die betriebs- und verwaltungstechnische Rationalisierung. Es erledigte in diesem Rahmen überbezirkliche betriebswirtschaftliche und arbeitswissenschaftliche Aufgaben, entwickelte fernmeldetechnische Norm- und Typengebäude sowie Fernmeldetypentürme in Stahlbeton. Eine weitere zentrale hochbautechnische Aufgabe war der Funkturmbau.
Zentrale Aufgaben waren dem FTZ auch in der Aus- und Fortbildung von Dienstkräften des Fernmeldewesens sowie in Erfindungs-, Patent- und Dokumentationsangelegenheiten übertragen; diese wurden vom FTZ gemeinsam für das Post- und das Fernmeldewesen wahrgenommen. Als zentrale Aufgaben mit hoheitlichen Befugnissen sind beispielsweise die Verwaltung und Zuteilung der Funkfrequenzen sowie der Schutz der Funkdienste gegen Störungen zu nennen (wird heute von der Bundesnetzagentur wahrgenommen).
Im Aufgabenbereich des Vizepräsidenten wurde 1986 eine Gruppe Neues Zentralamt gebildet und in mehreren Schritten beauftragt, unter den Rahmenbedingungen Fernmeldeamt Zukunft und Gutachten der Regierungskommission Fernmeldewesen sowie unter Beachtung der genannten Einflussgrößen, eine Neuorganisation des FTZ zu entwerfen. Da damals die Einführung von Wettbewerb auf den Gebieten Mobilfunk, Satellitenkommunikation und Endgeräte bevorstand und deshalb Überlegungen stattfanden, die entsprechenden Funktionen in eigenen, weitgehend selbständigen Organisationseinheiten zusammenzufassen.

### Nationale und Internationale Zusammenarbeit
Das FTZ arbeitete in zahlreichen nationalen und internationalen Fachgremien mit, in denen Angehörige des FTZ die Vertretung der Bundespost hinsichtlich technischer und betrieblicher Fernmeldebelange weitgehend wahrnahmen. Sie waren z. B. in den Studienkommissionen und Arbeitsgruppen des Internationalen Beratenden Ausschusses für den Telegrafen- und Fernsprechdienst (CCITT), des Internationalen Beratenden Ausschusses für den Funkdienst (CCIR), der Europäischen Konferenz der Verwaltung für Post- und Fernmeldewesen (CEPT) und der Europäischen Rundfunkunion (IUR) tätig. Das FTZ wirkte so an der Lösung internationaler technischer und betrieblicher Fernmeldeprobleme mit. Es lieferte dazu Fachstudien und stellte mehrere Vorsitzende für Studienkommissionen und Arbeitsgruppen. Sein Betrag zur erfolgreichen Arbeit der Internationalen Fernmeldeunion (UIT) wurde international anerkannt. In gleicher Weise war das FTZ durch seine Angehörigen in den einschlägigen in- und ausländischen technisch-wissenschaftlichen Organisationen und Normausschüssen wie beispielsweise IEC und VDE vertreten.

### Betriebsversuche und Regeldienste von Telekommunikationsdiensten
Das FTZ hatte unter anderem die Aufgabe neue Telekommunikationsdienste in so genannten Betriebsversuchen zu testen. Die meisten Dienste schafften es anschließend in den Regeldienst. Im nachfolgenden eine kurze Aufstellung der Entwicklung von 1979 bis 1989:
- Bildschirmtext: Betriebsversuch von 1980 bis 1983, danach Regelbetrieb.
- Datex-P: Betriebsversuch von 1981 bis 1982, danach Regelbetrieb.
- Gedan:[10] Betriebsversuch von 1981 bis 1983, danach Regelbetrieb.
- Teletex: Betriebsversuch von 1981 bis 1982, danach Regelbetrieb.
- Kabelanschluss: Ende 1983 Regelbetrieb.
- Service 130: Betriebsversuch von Ende 1983 bis 1985. Danach Regelbetrieb, heute als Freecall 0800 bekannt.
- Fernsehtelefon mit 140 Mbit/s: Betriebsversuch ab 1984.
- Telebox: Betriebsversuch ab Ende 1984 bis 1985, danach Regelbetrieb.
- Videokonferenz: Betriebsversuch ab 1985.
- C-Netz: Betriebsversuch ab 1986 und im gleichen Jahr noch in den Regelbetrieb gegangen.
- Telefontreff: Betriebsversuch ab 1986.
- Temex: Betriebsversuch ab 1986, Regelbetrieb seit 1988 bis zur Einstellung 1994.
- Sprachspeicherdienst: Betriebsversuch ab 1986.
- ISDN: Betriebsversuch ab 1987 und Regelbetrieb seit 1989.
- Cityruf: Betriebsversuch ab 1988 und Regelbetrieb seit März 1989.

## Personal und Organisation
Das FTZ hatte 1949 rund 800 Bedienstete, Anfang 1968 waren es rund 1900 Arbeitskräfte, darunter etwa 240 mit wissenschaftlicher Vorbildung und etwa 600 Ingenieure. Diese Zunahme lag in der Ausweitung und dem Hinzukommen vieler Aufgaben begründet. Das FTZ war damals damit schon über den davor vorgesehenen Rahmen hinausgewachsen. Aus dem starken Aufgabenzuwachs und dem technischen Fortschritt waren beim FTZ Folgerungen hinsichtlich der Aufbauorganisation und Aufgabenverteilung zu ziehen. 1968 erfolgte die Umgliederung in vier Hauptabteilungen. Eine weitere Umstrukturierung gab es 1980 durch Aufgabenverteilung zwischen den bestehenden Hauptabteilungen sowie die Bildung von drei weiteren Hauptabteilungen. Ende 1988 waren über 2900 Personen beschäftigt, davon stellte die Gruppe der Ingenieure und Informatiker mit 1300 Personen den größten Anteil. 1989 gliederte sich die Behörde in acht Hauptabteilungen, das Forschungsinstitut mit seinen fünf Forschungsbereichen sowie die organisatorisch auf der Ebene der Hauptabteilungen angesiedelten Projektorganisation Dienst-Integration (PDI). Die Hauptabteilungen waren in 27 Abteilungen, zwei Projekt-Abteilungen, rund 150 Referate sowie rund 30 Projektreferate bzw. Sonderstellen weiter untergliedert.

## Präsidenten
Das FTZ wurde von einem Präsidenten geleitet. Er vertrat die Deutsche Bundespost gerichtlich und außergerichtlich und war Dienstvorgesetzter der Angehörigen des FTZ. Sein ständiger Vertreter war der Vizepräsident. Dieser übernahm Angelegenheiten aus dem Funktionsbereich des Präsidenten, wenn nicht die Aufgaben als Dienstvorgesetzter betroffen waren.
Die Präsidenten waren nach der alten Besoldungsordnung B in der Gruppe B6 mit der Tarifklasse II des Wohnungsgeldzuschusses besoldet. Nach der Reform des Besoldungsrechts entsprach dies der B7, der Vizepräsident war nach B3 besoldet. In beiden Fällen entsprach dies der gleichen Besoldungsgruppe wie die der Präsidenten der größten Oberpostdirektionen.
Insgesamt hatte das FTZ im Laufe seines Bestehens vier Präsidenten:
1. Karl Herz von 14. März 1949 bis 31. Oktober 1959
2. Hans Griem vom 1. Januar 1960 bis 31. Juli 1963
3. Friedrich Maul vom 1. August 1963 bis 31. Januar 1973
4. Ronald Dingeldey vom 1. Februar 1973 bis 1. März 1991[17][18]

Nach Dingeldey übernahm der damalige Leiter des Forschungsinstituts der Deutschen Bundespost beim FTZ und bisherige Stellvertreter Udo Mlecek die Leitung des Amtes, jedoch wurde er aufgrund der bevorstehenden Privatisierung nicht zum Präsidenten ernannt.

## Standorte

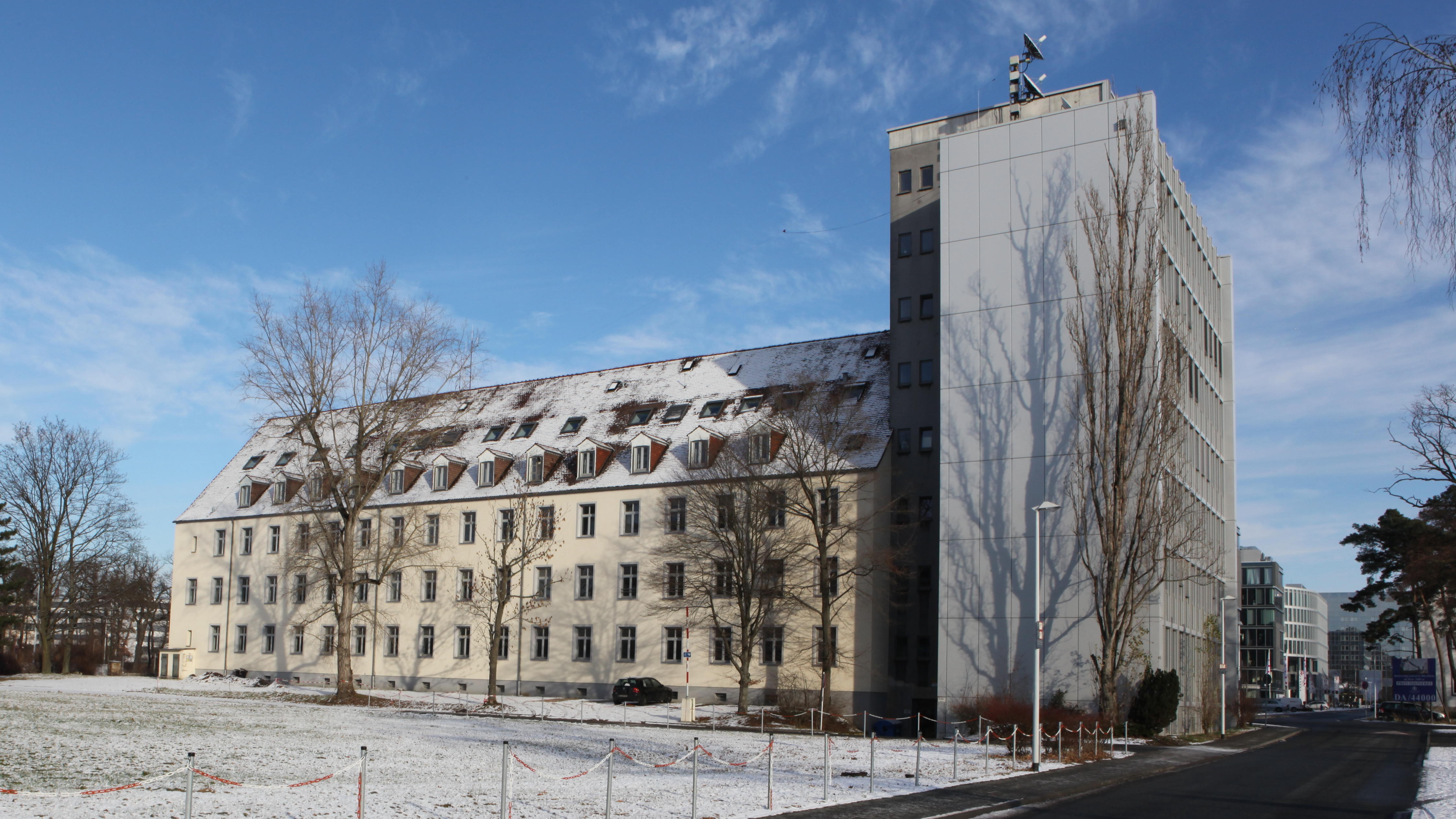
Häuser 40 und 47 des ehemaligen FTZ in Darmstadt, 2020 abgebrochen

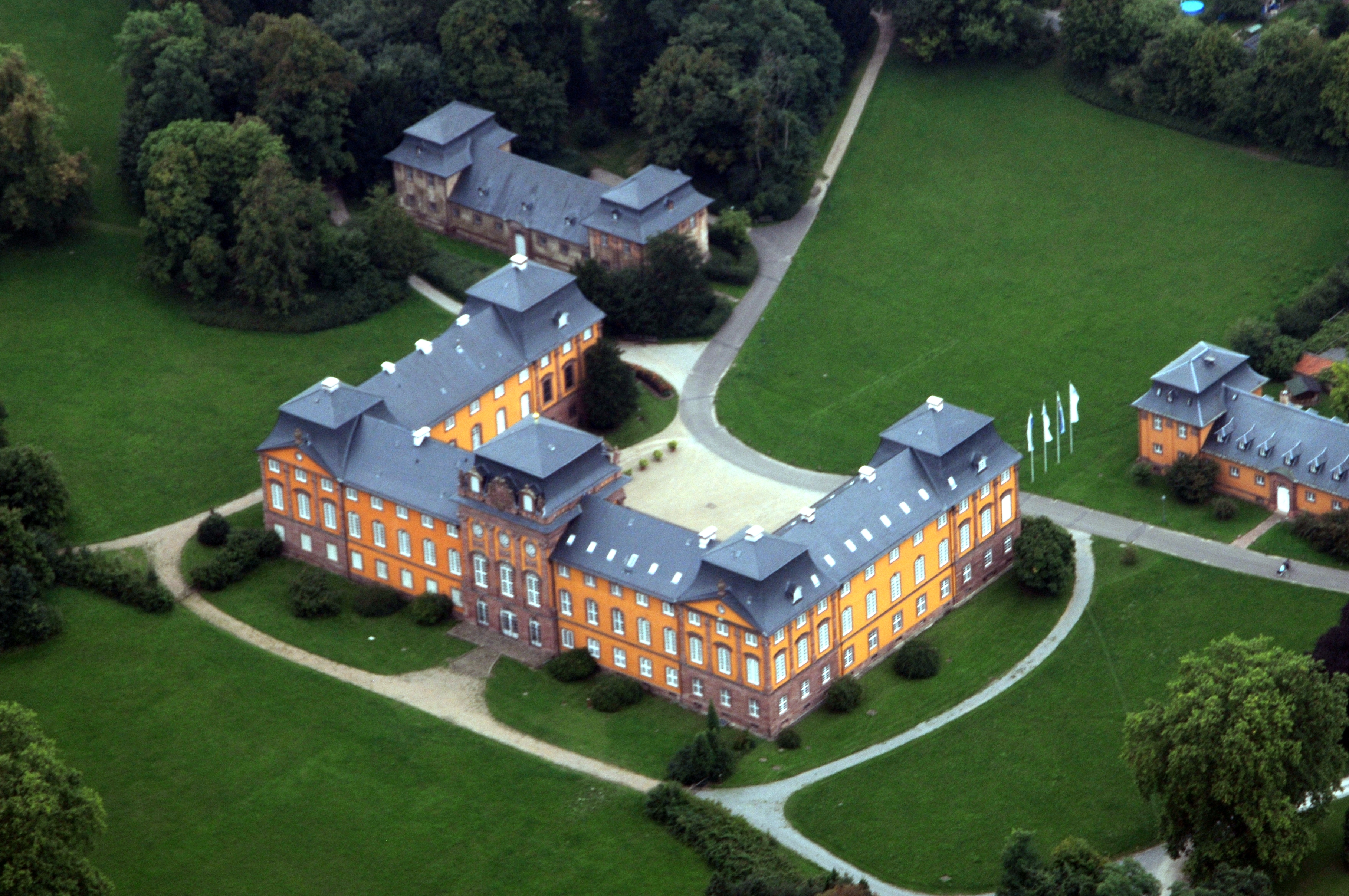
Das Schloss Löwenstein wurde seit 1948 als Bildungsstätte des FTZ genutzt.

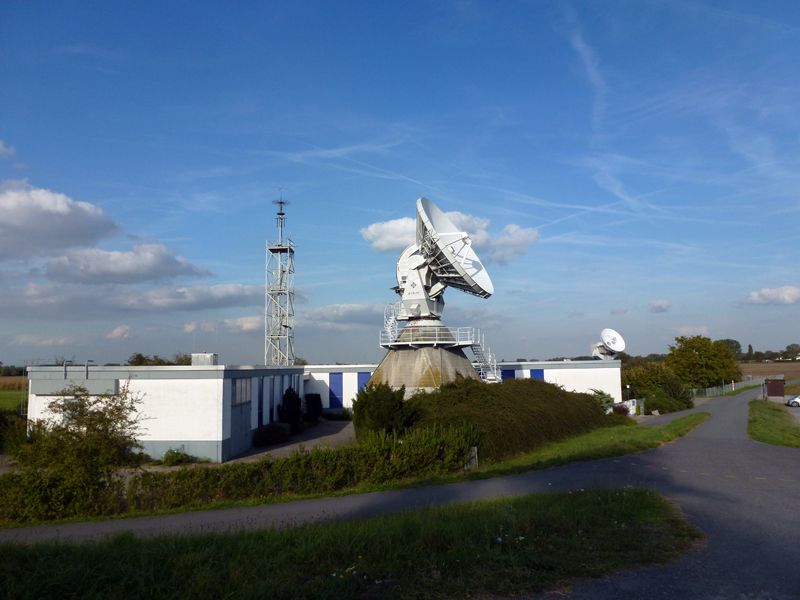
Wird heute von der Bundesnetzagentur genutzt, die Satelliten-Messstelle DLZ 16

Das FTZ war ab 1948 nahezu geschlossen in Darmstadt auf dem zwischen 1937 und 1939 errichteten rund 20 Hektar großen Kasernengelände der Wehrmacht, des Kavallerieregiments 6 (nicht Leibdragoner), und in vier außenliegenden Mietgebäuden untergebracht. Die Kasernen wurden zunächst auf Mietbasis genutzt und soweit möglich für die technisch-wissenschaftlichen Arbeiten umgebaut. Neue Laboratoriumsbauten, ein Verwaltungsgebäude, Antennenanlagen und andere technische Einrichtungen wurden, nach dem Erwerb der Grundstücke ab Dezember 1958, zusätzlich auf dem Gelände errichtet. Bei der ständigen Ausweitung der Arbeiten und dem Hinzukommen neuer Aufgaben reichten die vorhandenen Bauten nicht aus, um alle Stellen sachgerecht unterzubringen. Geplant waren deshalb Anfang der 1970er Jahre Neubauten für das Forschungsinstitut des Fernmeldetechnischen Zentralamts und die zentrale Versuchswerkstatt des FTZ, einige Erweiterungsbauten sowie ein großes Wohnheim für das dem FTZ in den damals unterstelltem Fernmeldeschulamt Darmstadt. Im Raum Leeheim besaß das FTZ ein großes Antennen-Messgelände für Forschungs- und Versuchszwecke, das auch heute noch von der Bundesnetzagentur (Außenstelle Eschborn) genutzt wird. Daneben bestanden noch kleine Messstellen unter anderem auf dem Predigtstuhl, in Kranzbach (Oberbayern) (Anmerkung: vermutlich ist Kranzberg gemeint) und Hambach an der Weinstraße. Eine größere Außenstelle mit drei Forschungsgruppen befand sich in Berlin in einem Teil des ehemaligen RPZ-Dienstgebäudes. In München bestand ein Dauerprüflabor, welches sich vornehmlich mit Einzelaufgaben aus der Kontaktphysik befasste.
In Kleinheubach am Main wurden bereits 1948 Teile des Schlosses Löwenstein zur Nutzung als Aus- und Bildungsstätte für den höheren und gehobenen fernmeldetechnischen Dienst angemietet. Auch die Deutsche Telekom, vertreten durch die DeTeImmobilien, nutzte nach der Privatisierung als Rechtsnachfolgerin das Schloss weiter.

## Amtliche Druckschriften
Das FTZ gab eine Vielzahl unterschiedlicher Druckschriften heraus, dazu zählen:
- FTZ – Entstehung Organisation Aufgaben, Januar 1983.
- Jahresbericht 19… (1967 bis 1990).
- Kleinheubacher Berichte: Vorträge und Berichte der gemeinsamen Tagung der Arbeitsgemeinschaft Ionosphäre des URSI-Landesausschusses in der Bundesrepublik Deutschland, des Fachausschusses Informations- und Systemtheorie und des Fachausschusses Wellenausbreitung der Nachrichtentechnische Gesellschaft (NTG) (später mit weiteren NTG-Ausschüssen), 1975–1990.
- Mitteilungen aus dem FTZ (1948–1965).
- Mitteilungen aus dem Forschungsinstitut der Deutschen Bundespost (1978–1989).
- Nachrichten aus dem FTZ (1952–1989).
- Professorenkonferenz 19… im FTZ (1969–1987).
- Verzeichnis der Ton- und Fernseh-Rundfunksendestellen in der Bundesrepublik Deutschland einschließlich Berlin (West), 1965–1986.